# Josef Novák (malíř)
Josef Novák (7. listopadu 1902 Praha – 2. července 1987 Praha) byl český akademický malíř, grafik, ilustrátor, karikaturista, pedagog, fotograf a kurátor.

## Život
Josef Novák vystudoval v letech 1921–1927 Uměleckoprůmyslovou školu v Praze. V roce 1929 studoval v Itálii, zejména v Římě a ve Vatikánu mozaiku. Od roku 1934 byl asistentem a později pak profesorem na Vysoké škole uměleckoprůmyslové v Praze. Působil také jako učitel na Škole umění ve Zlíně, spolupracoval s řadou časopisů (například Kopřivy, Trn nebo Dobrý den) a byl členem redakční rady Dikobrazu.
Je autorem řady mozaik, plakátů a knižních ilustrací. V letech 1954-1956 se zúčastnil výzdoby hotelu International v Praze. Ilustroval kolem padesáti knih. Se svými karikaturami se zúčastnil řady výstav, například roku 1974 v Galerii Vincence Kramáře nebo roku 1982 v Galerii Václava Špály.

## Z knižních ilustrací

### Česká literatura
- Jaroslav Hašek: Panoptikum měšťáků, byrokratů a jiných zkamenělin (1950).
- Jaroslav Hašek: Povídky (1955).
- Hermína Franková: Minervistka (1984).
- Václav Horák: Ztroskotání Pacifiku (1948).
- Eliška Horelová: Čas ohně, čas šeříků (1985).
- Jaroslav Matějka: Náš dědek Josef (1983).
- Karel Nový: Nehasnoucí ohně (1951).
- Mirko Pašek: Lovci perel (1965).
- Helena Šmahelová: Nová nůše pohádek dětem pro radost a velkým pro zamyšlení (1980).
- Edvard Valenta: Druhé housle (1945).
- Zdeněk Vavřík: Dobrodružství Marca Pola (1942).
- Albert Vyskočil: Kryštof Kolumbus (1945).

### Světová literatura
- Ezopovy bajky (1944).
- Johan Fabricius: Plavčíci kapitána Bontekoea (1935).
- Johan Fabricius: Tajemství starého venkovského sídla (1970).
- Paul d'Ivoi a Henri Chabrillat: S prázdnou kapsou kolem světa (1973).
- Rudyard Kipling: Bajky i nebajky (1958).
- Ivan Andrejevič Krylov: Pod maskou lenosti (1985).
- Leonid Lenč: Humoristické povídky (1954).
- Astrid Lindgrenová: Detektiv Kalle má podezření (1970).
- Astrid Lindgrenová: Svěřte případ Kallovi (1971).
- Karel May: Červenomodrý Metuzalém (1970).
- Herman Melville: První plavba (1965).